# إيزو غوانوسين
الإيزو غوانوسين(بالإنجليزية: Isoguanosine)‏ أو الكروتونوسيد هو نوكليوسيد اصطناعي قاعدته النيتروجينية هي إيزو غوانين مرتبطة بسكر الريبوز، وهو مماكب للغوانوسين تكون فيه مجموعتي الأمين والكربونيل متبادلتي الأماكن.
|               |                   |
| غوانوسين (غ). | إيزوغوانوسين (إغ) |

يمكن للإيزو غوانوسين أن يشكل زوج قواعد واتسون-كريك مع الإيزو سيتيدين، ويستخدم في المخابر في دراسة مضاهئات الأحماض النووية الصناعية التي تحتوي على أزواج القواعد إيزو غوانين-إيزو سايتوسين.